# Biewer Terrier
Der Biewer Terrier (ursprünglich Biewer Yorkshire à la Pom Pon) ist eine nicht von der FCI anerkannte Hunderasse aus Deutschland, die vor allem im Ausland, auch in den USA, gezüchtet wird. Die Rasse wird seit April 2014 vom AKC im Hinblick auf eine mögliche Anerkennung in seinem Foundation Stock Service geführt. Die RKF, die Russland in der FCI vertritt, erkennt den Biewer ebenfalls an. Der Rassestandard wurde von ihrem Präsidium am 22. April 2009 verabschiedet. Der VDH-Vorstand hat den Biewer Terrier als nationale Rasse anerkannt. Die Betreuung der Rasse wurde dem Verband Deutscher Kleinhundezüchter e. V. (VK) übertragen. Auf Internationalen und Nationalen Ausstellungen kann er ab dem 1. Mai 2024 vorgeführt werden.

## Herkunft und Geschichtliches
1984 wurden in einem Wurf von zwei reinrassigen Yorkshire Terriern der Familie Biewer aus Hirschfeld Welpen geboren, deren Fell weiße Flecken hatte, was innerhalb der Rasse Yorkshire Terrier als Farbfehler gilt. Die Erstzüchter beschlossen, auf dieses Merkmal hin zu selektieren. Relativ rasch entstanden so in diesen Fellfarben phänotypisch stabile Hunde, die nach ihrem ersten Züchter benannt wurden. Die Rasse ist weder von der FCI noch vom deutschen Klub für Terrier (KfT) anerkannt.

## Erscheinungsbild

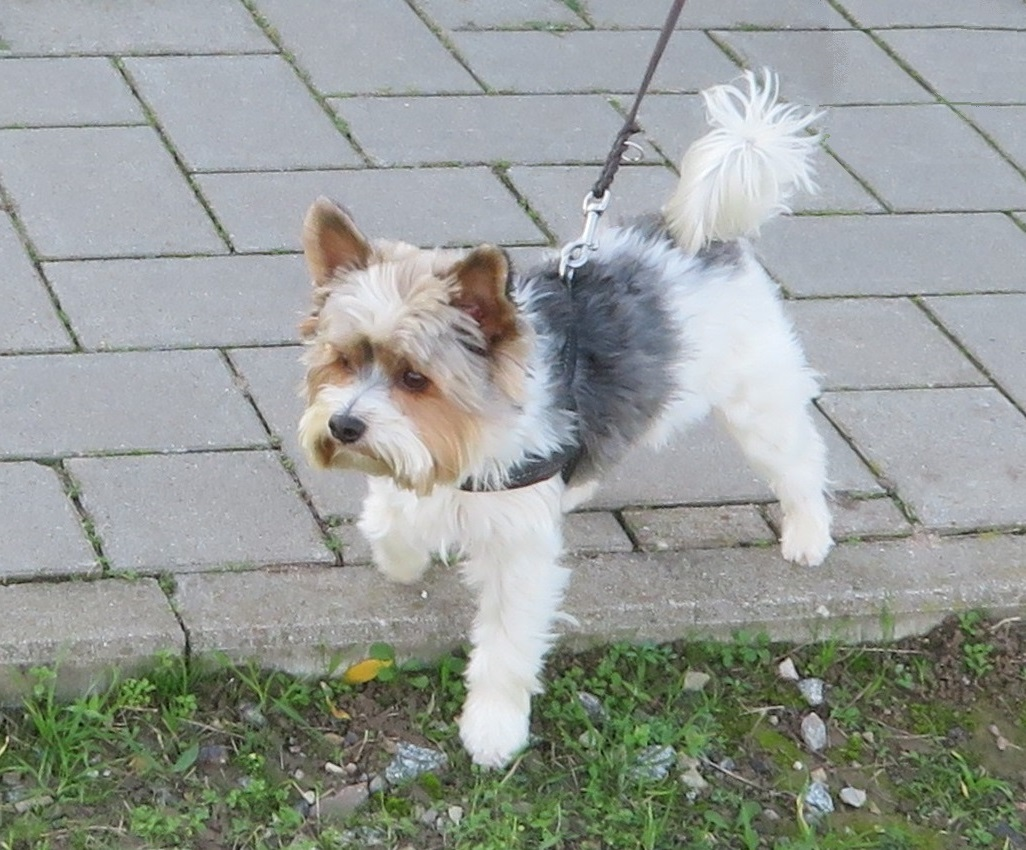
Biewer Terrier mit geschorenem Fell beim Vorstehen. Die Ausgangsrasse Yorkshire Terrier gehörte zu den Jagdhunden i. w. S., da sie früher für die Jagd auf Kaninchen eingesetzt wurde.

Im Gegensatz zum Yorkshire Terrier ist der Biewer dreifarbig schwarz, gold und weiß. Die Farbverteilung sollte möglichst gleichmäßig auf dem Körper sein. Das Fell ist seidig, glatt und ohne Unterwolle. Das Haar reicht zu dreiviertel oder ganz auf den Boden und ist in der Mitte des Rückens gescheitelt. Der Biewer wiegt 1,8 bis maximal 3,6 kg und ist ca. 22 cm groß (die Größe ist im AKC-Rassestandard nicht beschrieben). Die Konturen sollten einen gut proportionierten, kompakten Körper zeigen, der trotzdem zierlich wirkt. Der Kopf ist recht klein, die Augen sind mittelgroß und glänzend. Die Ohren sind klein, v-förmig und werden aufrecht getragen. Seine Pfoten sind weiß. Seine Rute ist weiß oder schwarz-weiß, die Rutenspitze jedoch immer weiß.

## Gesundheitliches
Abstammungsbedingt befinden sich im Genpool des Biewer Terriers Erbanlagen für die gleichen Erbkrankheiten, die beim Yorkshire Terrier vorkommen. Auch ist eine nekrotisierende Gehirnentzündung beschrieben. Die Orthopedic Foundation for Animals (OFA) listet Ergebnisse orthopädischer Untersuchungen von Hunden dieser Rasse.